# Nello Carrara
Nello Carrara (* 19. Februar 1900 in Florenz; † 5. Juni 1993 ebenda) war ein italienischer Physiker.
Nachdem er 1918/19 als Soldat gedient hatte, studierte er Physik an der Universität Pisa und graduierte mit 21 Jahren. Im Alter von 24 Jahren wurde er Professor und unterrichtete hunderte italienische Marina-Militare-Offiziere und wissenschaftliche Forscher.
Als Forscher veröffentlichte er mehr als 100 Arbeiten. Er stand mit Arthur Holly Compton in Verbindung wegen seiner Arbeit zur Diffraktion von Röntgenstrahlen. In seiner Arbeit The Detection of Microwaves aus dem Jahre 1932 prägte er den um 1940 gebräuchlichen Begriff „Mikrowellen“.
Er gründete in Florenz das Istituto di Ricerca sulle Onde Elettromagnetiche. Er war Berater in diversen Industriebetrieben und Mitgründer und späterer Präsident von SMA (Segnalamento Marittimo Ed Aereo?), die auf militärisches Radar spezialisiert war. Er war ferner Präsident von Selesmar, die spezialisiert waren in kommerzielles Navigationsradar und Vizepräsident von ISC (Istituto Sistemi Complessi?), die Weltraum-Kommunikations-Equipment lieferten.
Seit 1967 war er korrespondierendes Mitglied der IAA und seit 1987 Mitglied.
In Florenz ist das Forschungsinstitut IFAC (Istituto di Fisica Applicata „Nello Carrara“) nach ihm benannt.